# Nervio nasopalatino
Una rama del ganglio pterigopalatino (nervio trigémino, rama maxilar), más larga y más grande que las otras, se denomina nervio nasopalatino (a veces llamado nervio esfenopalatino largo). 
Entra en la cavidad nasal a través del foramen esfenopalatino, pasa a través del techo de la cavidad nasal debajo del orificio del seno esfenoidal para llegar al septo, y luego corre oblicuamente hacia abajo y hacia adelante entre el periostio y la membrana mucosa de la parte inferior del septo. 
Desciende al techo de la boca a través del canal incisivo y se comunica con el nervio correspondiente del lado opuesto y con el nervio palatino mayor. 
Inerva las estructuras palatales alrededor de los dientes anteriores superiores (incisivos centrales, incisivos laterales y los caninos ). 
También algunos filamentos del nervio llegan a la membrana mucosa del tabique nasal. 
Las ramas nasales posteriores mediales superiores del nervio maxilar generalmente se ramifican desde el nervio nasopalatino. 
Fue descubierto por Domenico Cotugno.  

## Imágenes

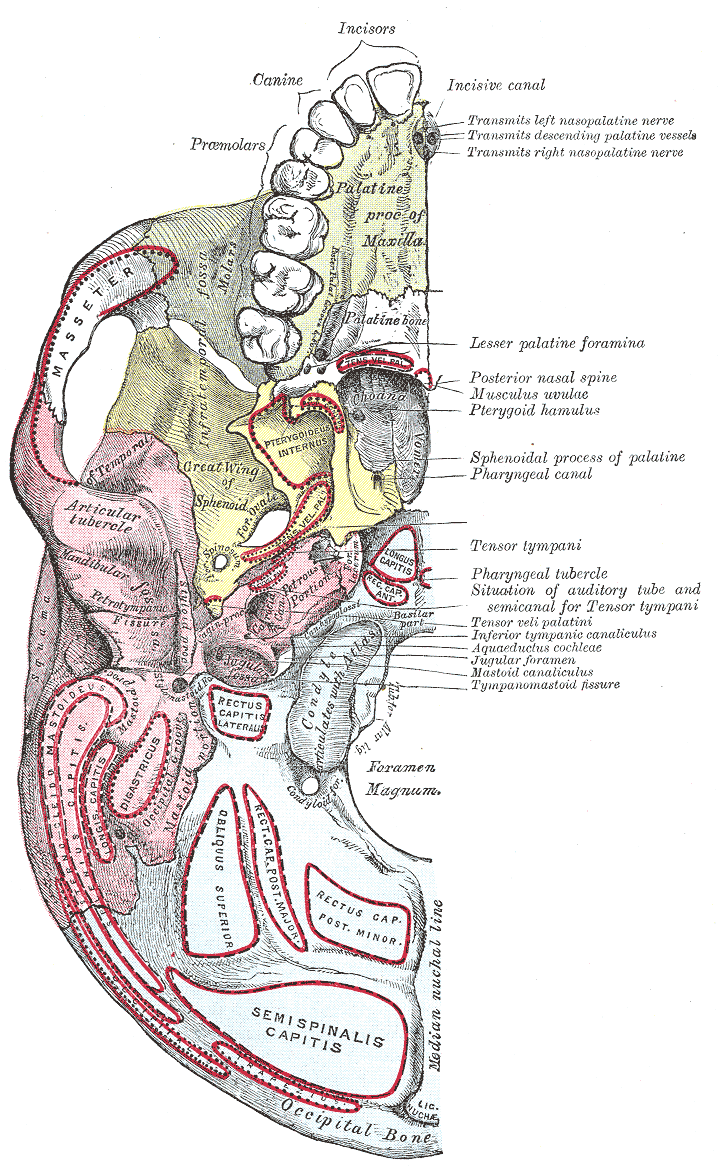
Base del cráneo. Superficie inferior.